# Летавка (Литва)
Летавка (Летаука) або Летава (лит. Lietava, Lietauka) — річка довжиною 11 км в Литві, в басейні Німану. Є притокою Няріса. Річка розташована на території Йонавського району Каунаського повіту в 30 км від Кярнаве і протікає болотистою місцевостю, де знайдені незначні археологічні знахідки. За однією з версій, річка дала назву Литві.